# Kärringstan

Kärringstan är ett villaområde i Enskededalen, gränsande till Kärrtorp och Gamla Tyresövägen, i södra Stockholm. Bebyggelsen i området utgörs av fristående villor, huvudsakligen byggda på 1920- och 1930-talen. Kärringstan är ingen officiell beteckning. Namnet härrör från ett antal gator med namn efter kända kvinnor och kvartersbeteckningar efter äldre kvinnodominerade yrken som Baderskan, Barnjungfrun, Hembiträdet, Kallskänkan, Sköterskan och Tvätterskan. 

## Stadsplan
Stadsplanen för den delen av Enskede som idag kallas "Kärringstan" upprättades 1924 och fastställdes den 12 juni 1926. Den är signerad av bland annat Per Olof Hallman som var chef för stadsplanekontoret mellan 1921 och 1927 samt Axel Dahlberg, stor anhängare av trädgårdsstadsidéer och sedermera fastighetsdirektör i Stockholm. Området var omgiven av koloniträdgårdar och småhusbebyggelse och begränsades i sydväst av Tyresövägen. Rakt genom området från norr till söder fanns ursprungligen ett reservat för järnvägsändamål (på planen "J"), som dock aldrig utnyttjades. I norra delen, i kvarteret Hembiträdet fanns en tomt för offentliga byggnader (på planen "OB"), som inte heller utnyttjades, här finns idag två kommunala förskolor. Planen präglas av slingrande gator och vägar som var kännetecknande för P.O. Hallmans arbeten.

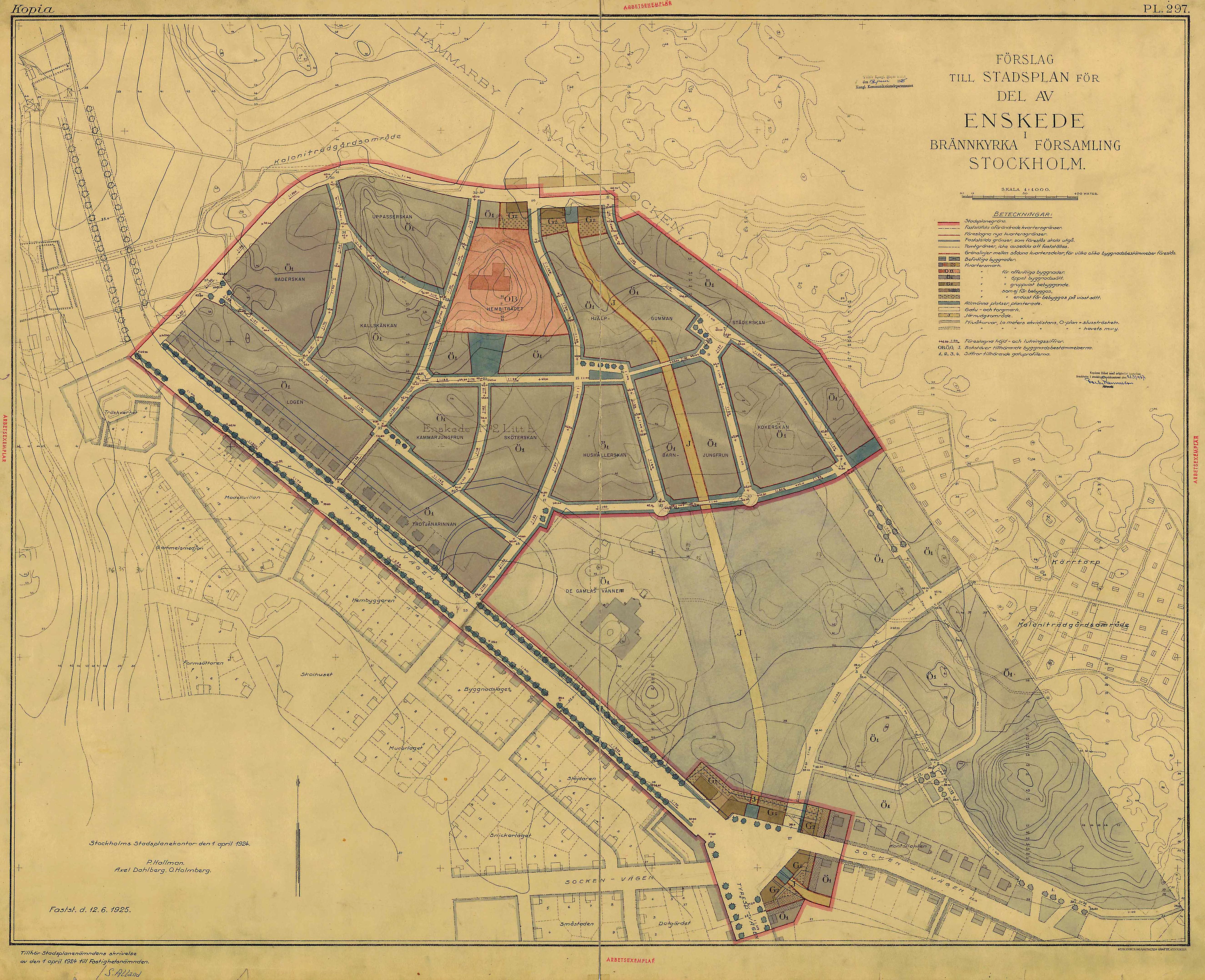
Förslag till stadsplan för del av Enskede i Brännkyrka församling Stockholm, 12.6.1925

Angående byggnadens utformning, material och läge angav stadsplanebeskrivningen bland annat att:
- Byggnad må uppföras i trä.
- Å med Ö 1 betecknat område får högst med en femtedel (1/5) av tomtens areal bebyggas.
- Å med Ö 1 betecknat område skall öppet eller kopplat byggnadssätt tillämpas.
- Kopplade byggnader [parhus] skola gives enhetligt utseende.
- Byggnad å med Ö 1 betecknat område må icke uppföras med mer än en (1) våning förutom vindsvåning.
- Vinden må inredas för bostadsändamål.
- Gårdsfasad må behandlas på ett arkitektonisk tillfredsställande sätt.

Villorna i Kärringstan ligger prydligt uppradade längs gatorna, ofta med långsidan mot gatan och verandor mot trädgården vilket ger avskilda trädgårdar och ett slutet gaturum. En del villor har bevarat sin ursprungliga karaktär men många har renoverats och moderniserats med exempelvis stora, spröjslösa fönster samt plåtpanel eller stenmaterial på fasaderna. Byggnaderna har för tiden typiska sadeltak eller brutna tak. Av alla koloniträdgårdar som låg runt omkring när stadsplanen ritades finns idag bara Dalens koloniträdgård kvar, om än starkt förminskad. År 2009 fick Kärringstan i Kvarteret Barnmorskan en förlängning norrut med moderna radhus. Området vann 2011 tävlingen Årets Stockholmsbyggnad arrangerad av Stockholms stad.

## Bilder

Villor i Kärringstan
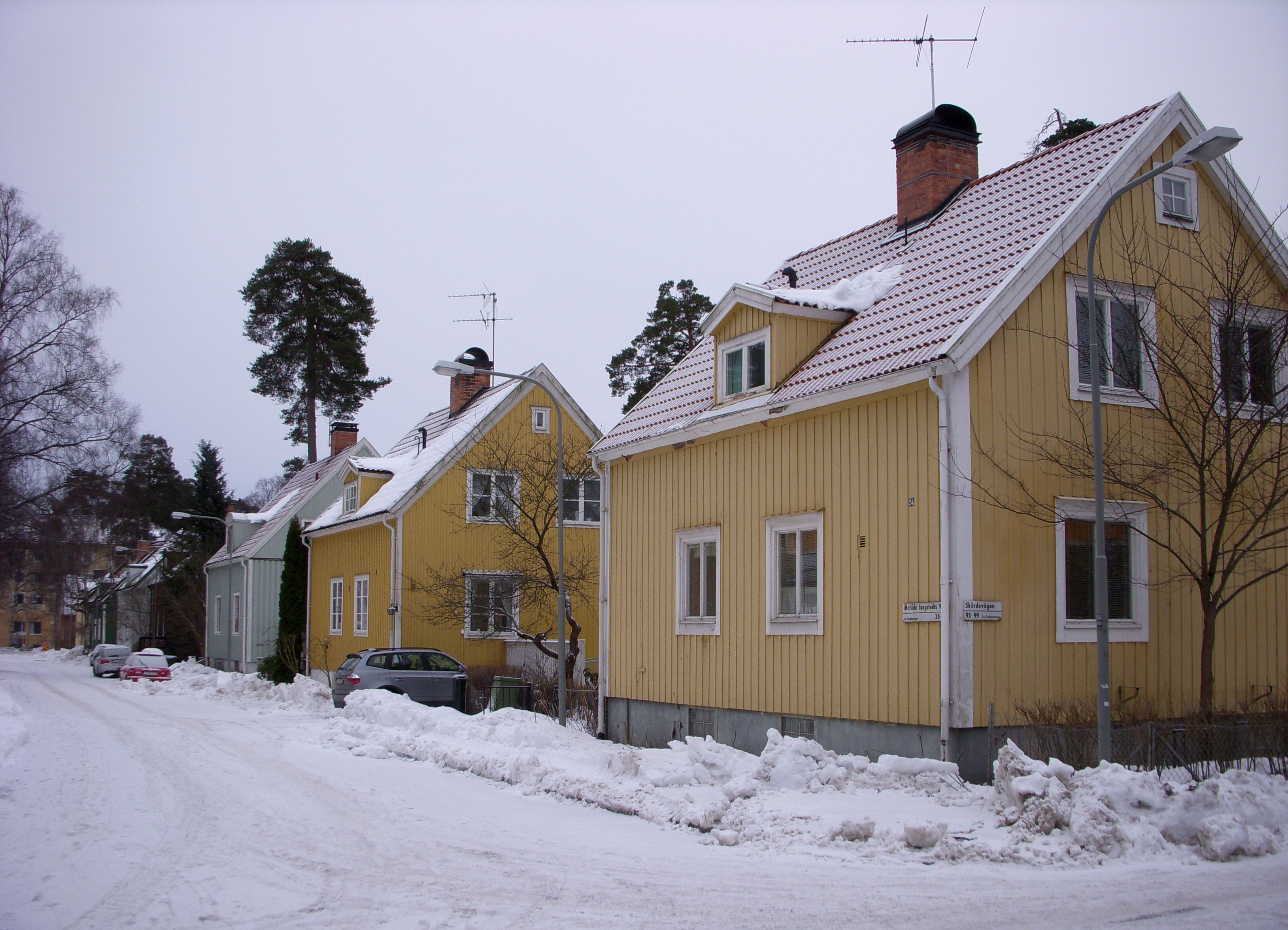
Matilda Jungstedts väg
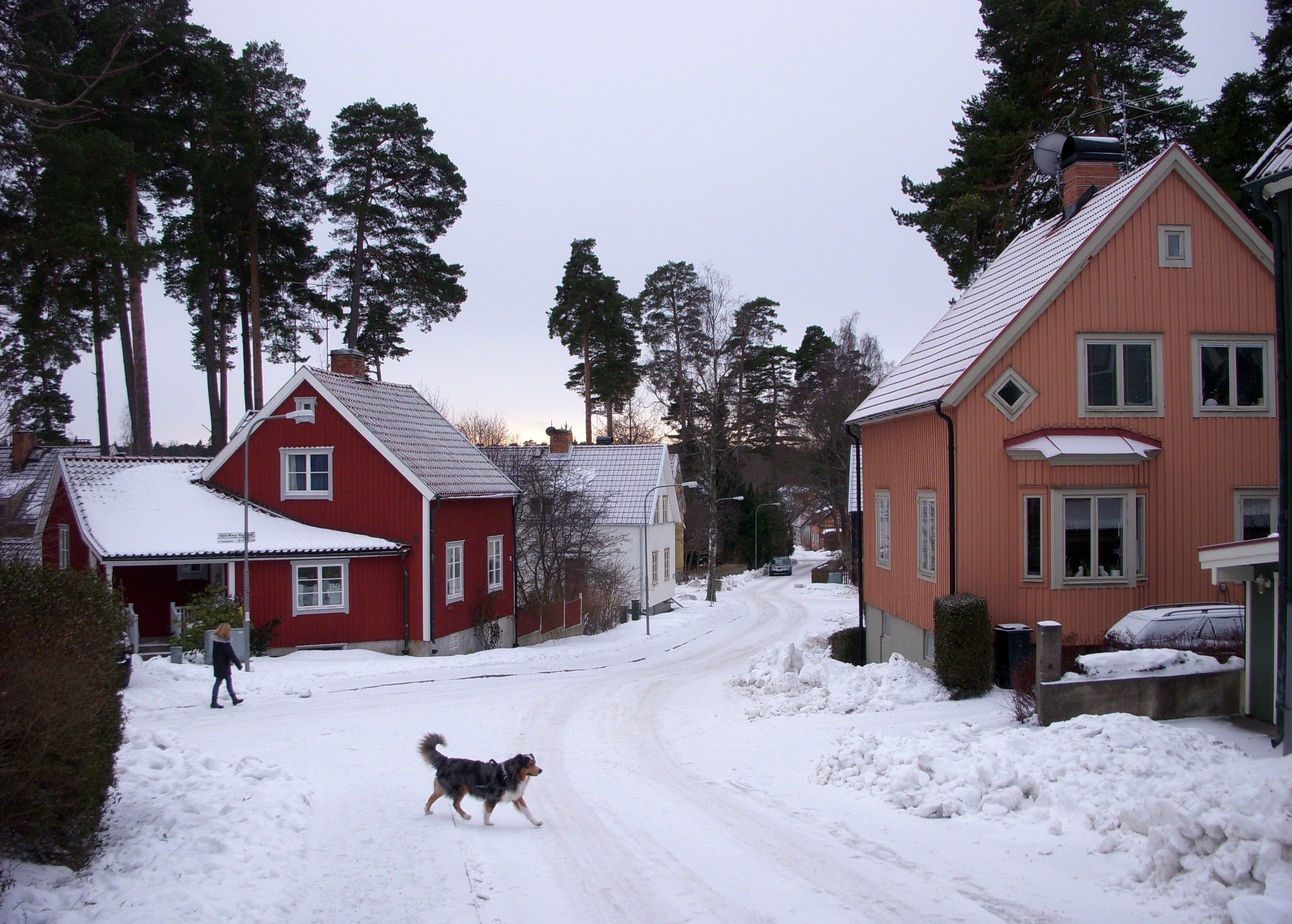
Kajsa Wargs väg / Skördevägen
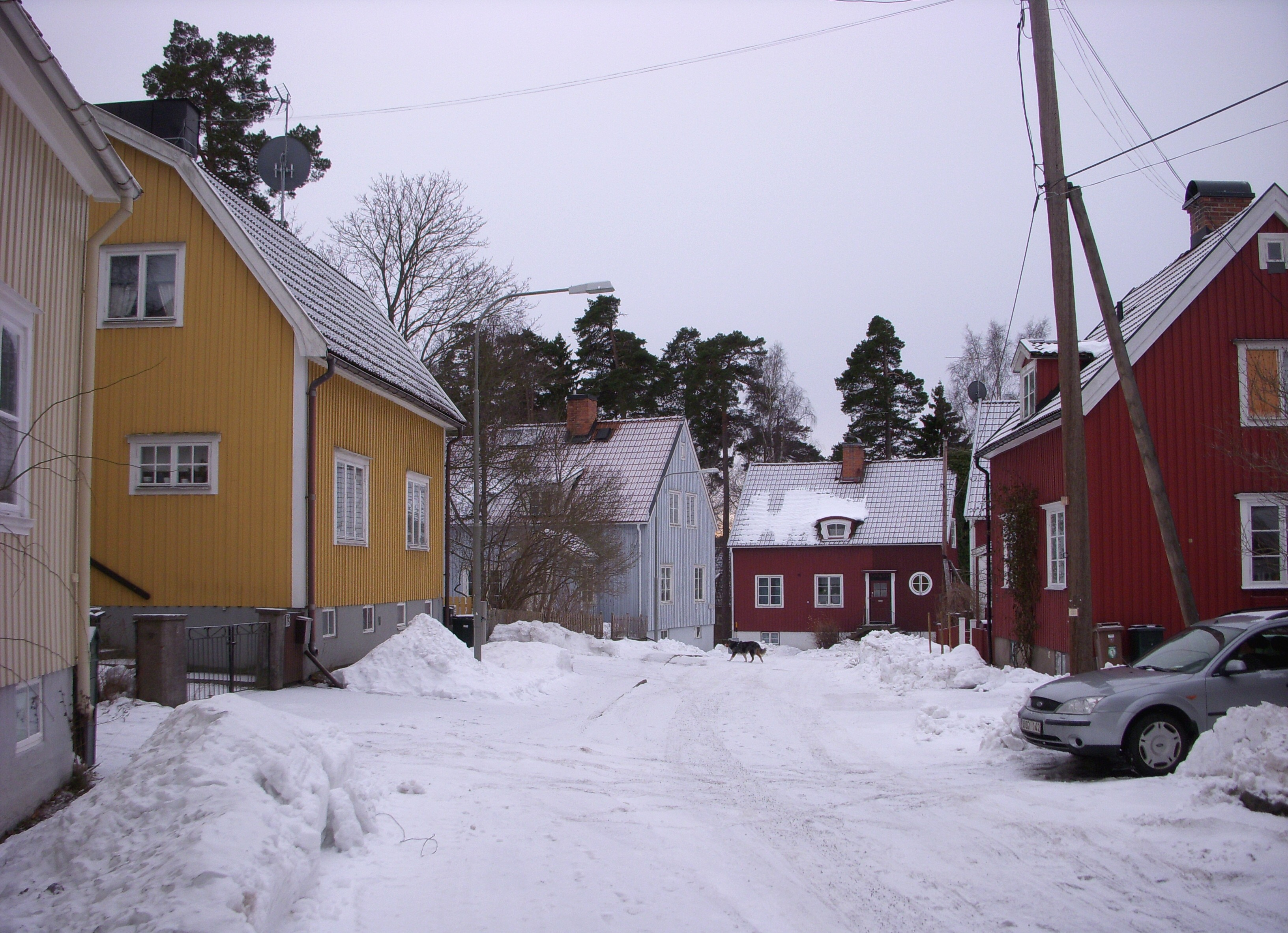
Barbro Stigdotters väg
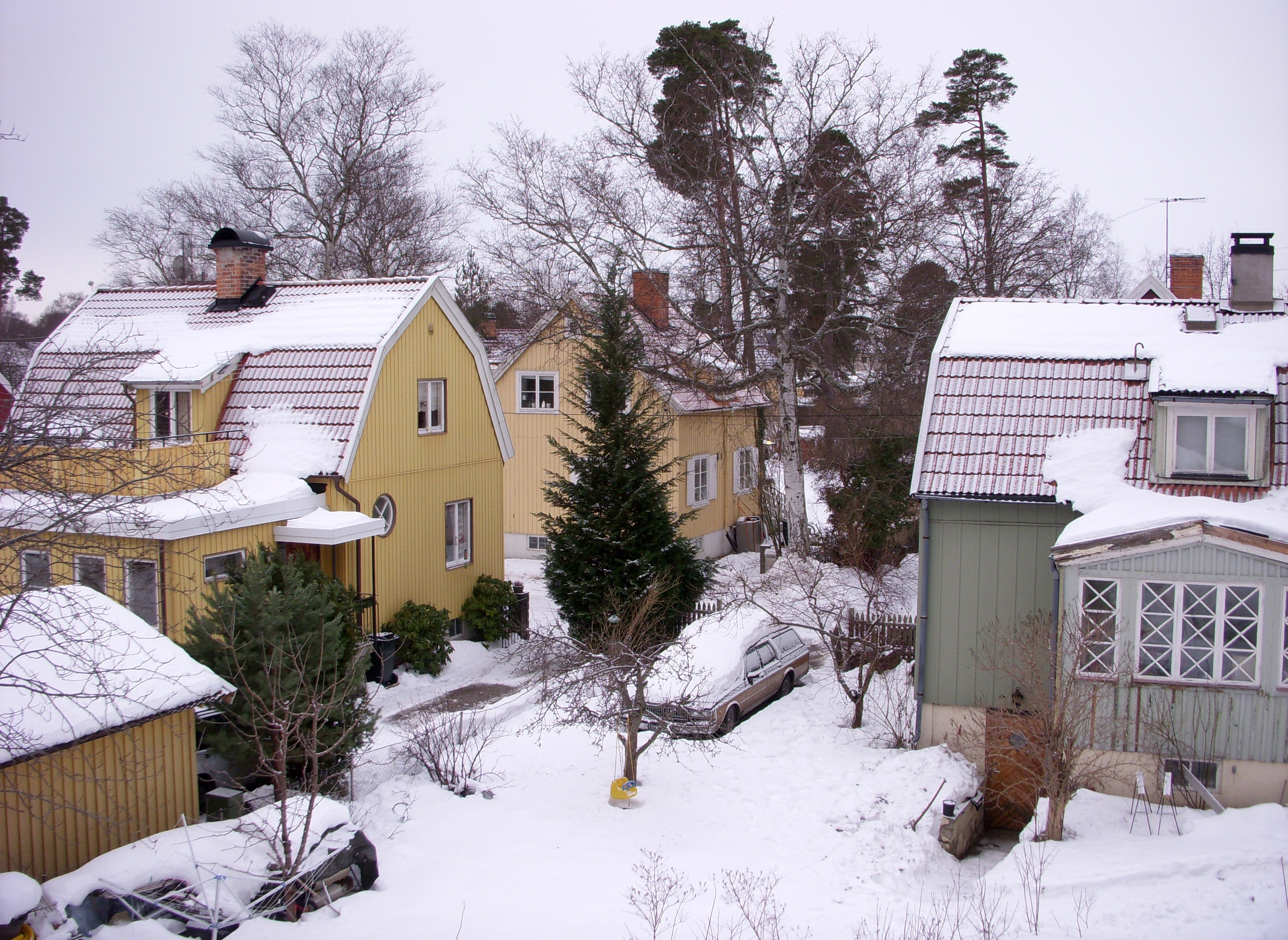
Villor i kv. Kallskänkan

Byggnadsdetaljer i Kärringstan
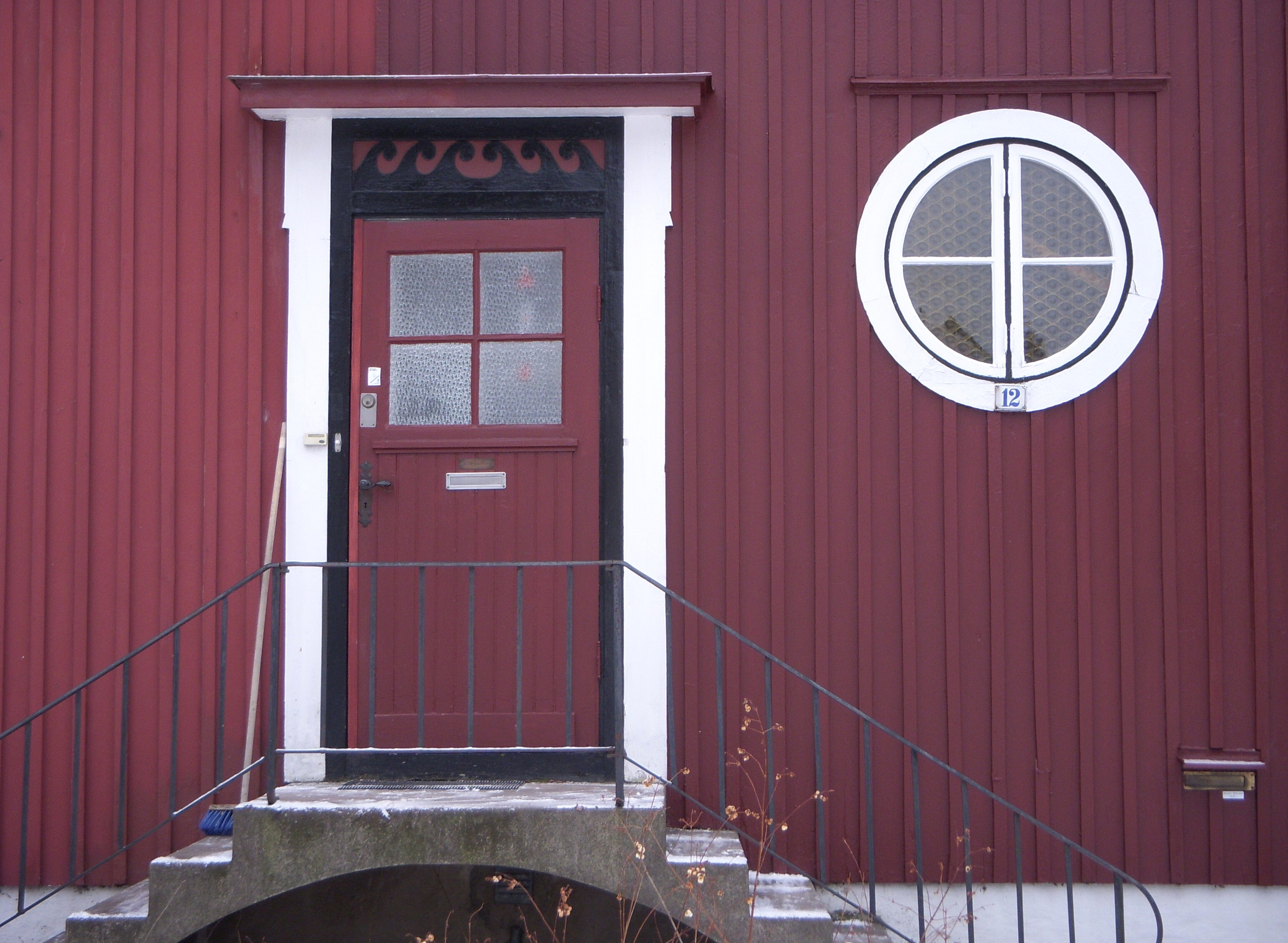
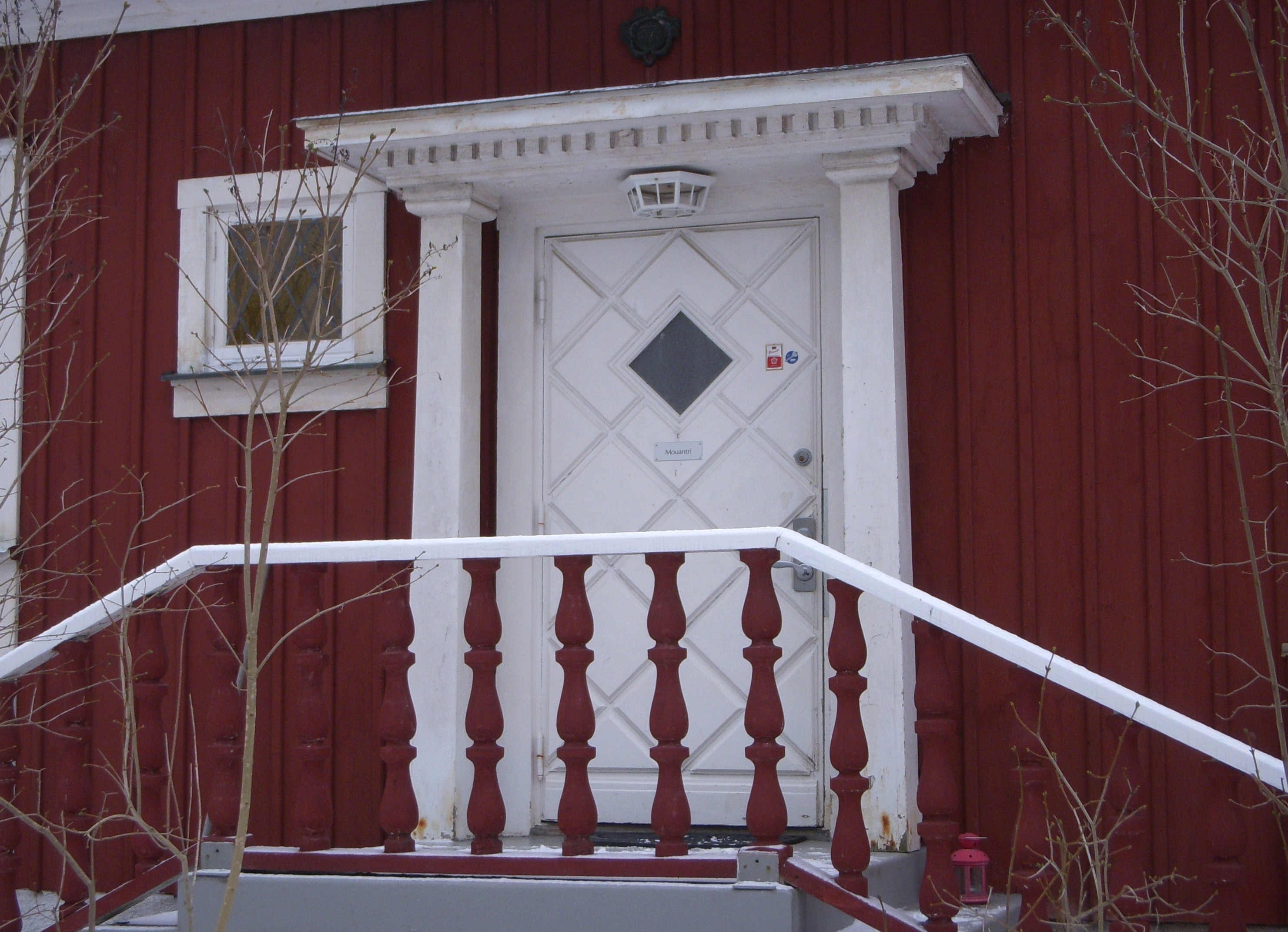
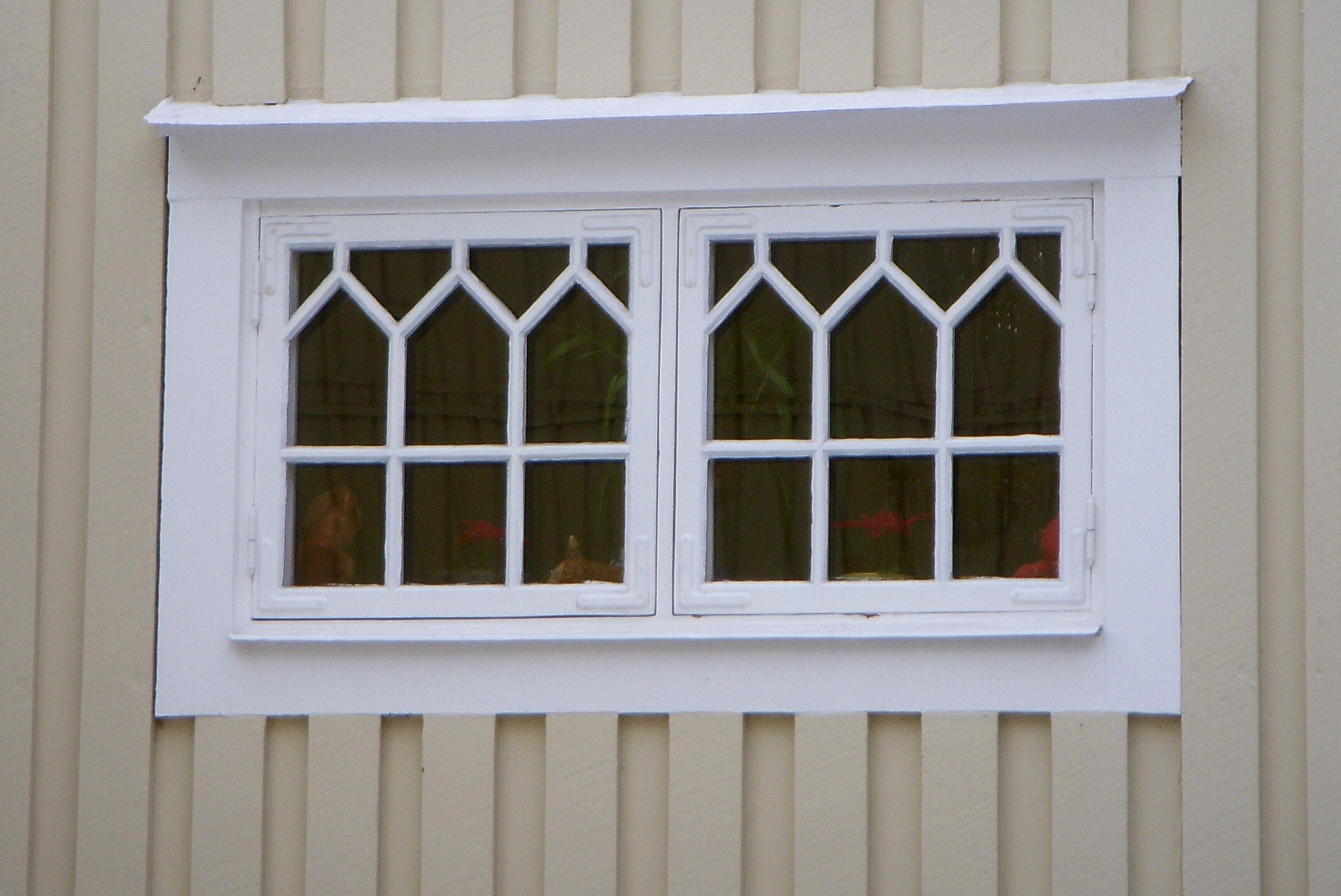
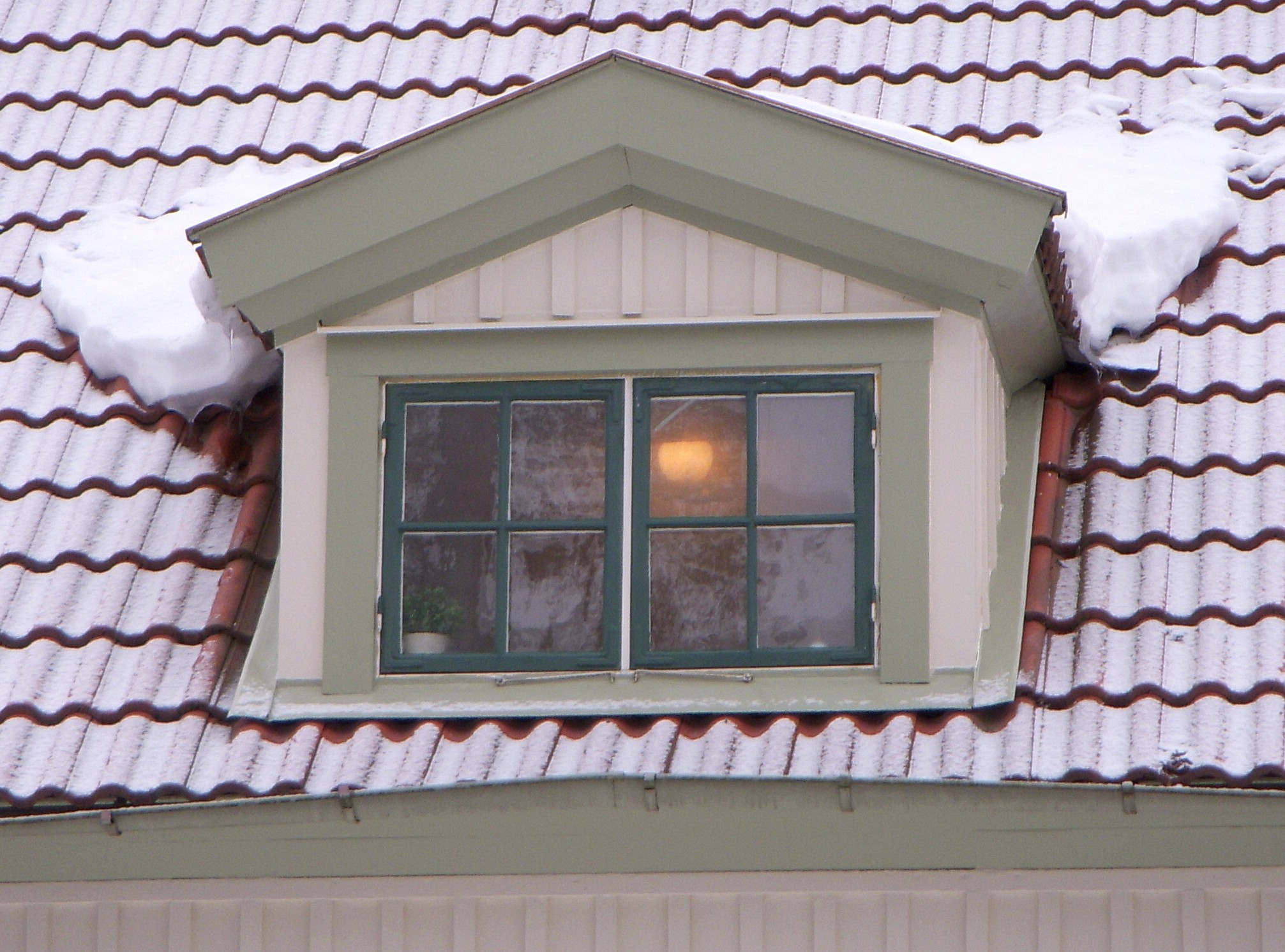

## Kvinnor som fått gator uppkallade efter sig i Kärringstan
- Astri Taubes torg: Astri Taube, 1898-1980. Bildkonstnär.
- Barbro Stigsdotters väg: Barbro Stigsdotter, omkr 1478-1522. Hjälpte Gustav Vasa att fly i Ornäs.
- Cajsa Wargs väg: Cajsa Warg, 1703-1769. Hushållerska och författare.
- Caroline Östbergs väg: Carolina Östberg, 1853-1924. Operasångerska.
- Elisabet Olins väg: Elisabeth Olin, 1740-1828. Operasångerska.
- Emilie Högqvists väg: Emilie Högqvist, 1812-1846. Skådespelerska och älskarinna till Oskar I.
- Karin Månsdotters väg: Karin Månsdotter, 1550-1612. Erik XIV:s älskarinna och senare drottning.
- Kristina Nilssons väg: Kristina Nilsson, 1843-1921. Operasångerska.
- Matilda Jungstedts väg: Matilda Jungstedt, 1864-1923. Operasångerska.
- Sara Moræas väg: Sara Moraea, 1716-1806. Carl von Linnés hustru.
- Sophie Adlersparres väg: Sophie Adlersparre, 1823-1895. Pionjär inom den svenska kvinnorörelsen.
- Sophie Sagers gata: Sophie Sager, 1825-1901. Författare och feminist.